# Higashiyama
Keizer Higashiyama (東山天皇, Higashiyama-tennō) 21 oktober 1675 – 16 januari 1710 was de 113e keizer van Japan, volgens de traditionele opvolgvolgorde. Hij regeerde van 6 mei 1687 tot 27 juli 1709.
Zijn persoonlijke naam was Asahito (朝仁) en zijn titel voor hij keizer werd was Go-no-miya (五宮). Hij was de vijfde zoon van keizer Reigen. Zelf kreeg Higashiyama ten minste 10 kinderen.
Higashiyama volgde in 1687 zijn vader op. Hij blies bij zijn troonsbestijging de Daijōsai (大嘗祭), de traditie van het offeren van rijst door de nieuwe keizer, nieuw leven in. Aanvankelijk bleef Reigen als insei-keizer doorregeren voor Higashiyama, wat voor veel spanningen zorgde tussen het keizerlijk hof en het Tokugawa-shogunaat. Higashiyama wist deze situatie echter te sussen. Hij liet ook reparaties uitvoeren aan keizerlijke graftombes.
Higashiyama regeerde tot 1709, waarna hij de troon afstond aan zijn vijfde zoon. Hij stierf op 34-jarige leeftijd.
* Regent Jingu staat niet op de traditionele lijst.